# Jesberg (plaats)
Jesberg is een plaats in de Duitse gemeente Jesberg, deelstaat Hessen, in het zuidelijke gedeelte van het Kellerwald. Het riviertje de Gilsa stroomt door het dorp.

## Geschiedenis
De begin 13e eeuw gebouwde burcht van Jesberg werd in 1241 door de eigenaar verkocht aan het aartsbisdom Mainz, waarna de eigenaar het weer in leen terug kreeg. Hiermee werd de burcht een steunpunt in de strijd tussen het aartsbisdom en het Landgraafschap Hessen. In 1426 werd de burcht uitgebreid en versterkt. Tijdens een burgeroorlog in Hessen werd de burcht in 1469 deels verwoest. Na weer te zijn opgebouwd, verviel de burcht vanaf 1586 langzaam tot een ruïne: enkele jaren eerder was er namelijk een verdrag gesloten waarbij Jesberg bij Hessen was gevoegd, waarmee de burcht zijn militaire betekenis verloor en niet meer werd gebruikt.
In de eerste helft van de 18e eeuw werd een barokken kasteel gebouwd door Maximilian von Hessen.
Binnen het Koninkrijk Westfalen (1807-1813) was Jesberg de hoofdplaats van het gelijknamige kanton.
Op 2 oktober 1911 werd de Kellerwaldbahn in gebruik genomen, een spoorlijn die liep van Zimmersrode naar Gemünden (Wohra) en in beide plaatsen aansluiting gaf op andere spoorlijnen. Jesberg was een van de stations aan de Kellerwaldbahn. Op 28 mei 1972 werd het treinverkeer gestaakt, waarna het traject werd opgebroken.

## Bezienswaardigheden
- Burcht Jesberg
- Slot Jesberg
- Kellerwald
- Evangelische kerk (oorsprong 14e eeuw, verbouwd 1714 - 1716)[1]